# Radisson, Wisconsin
Radisson är en ort i Sawyer County i delstaten Wisconsin, USA.